# جشنواره فیلم کرالا

نشان جشنواره فیلم کرالا

جشنواره بین‌المللی فیلم کرالا (IFFK) یک جشنوارهٔ فیلم است که هرساله در تریواندروم مرکز ایالت کرالا در کشور هند برگزار می‌شود. این جشنواره توسط آکادمی فیلم ایالت کرالا در سال ۱۹۹۶ بنیان گذاشته شد. این آکادمی، نهادی نا سودآور است که زیر نظر اداره امور فرهنگی دولت ایالتی کرالا فعالیت می‌کند.
زمان برگزاری این جشنواره هرساله در نوامبر/دسامبر است و به‌عنوان یکی از رویدادهای مهم فرهنگی هند شناخته می‌شود. جشنواره کرالا به تولیدات سینمایی آسیا، آفریقا و آمریکای لاتین اختصاص دارد. همچنین بخشی از جشنواره به سینمای کرالا (مالایالام) می‌پردازد.

## جایزه‌های جشنواره
- جایزه قرقاول طلایی - بهترین فیلم
- جایزه قرقاول نقره‌ای - بهترین کارگردان
- جایزه قرقاول نقره‌ای بهترین کارگردان فیلم اول
- جایزه بهترین فیلم از نگاه تماشاگران
- جایزه فیپرشی (FIPRESCI - جایزه فدراسیون بین‌المللی منتقدان فیلم)
- جایزه نتپک (Netpac) - بهترین فیلم بخش آسیایی

## افتخارات سینمای ایران
- ۲۰۰۶ -جایزه قرقاول نقره‌ای (بهترین کارگردان) - اصغر فرهادی برای فیلم چهارشنبه‌سوری[۳]
- ۲۰۰۷ -جایزه قرقاول طلایی (بهترین فیلم) - فیلم ده به اضافه چهار (۴+۱۰) به کارگردانی مانیا اکبری (به‌طور مشترک با فیلم آرژانتینی XXY)
- ۲۰۰۷ -جایزه قرقاول نقره‌ای (بهترین کارگردان) - مانیا اکبری برای فیلم ده به اضافه چهار[۴]
- ۲۰۱۳ - جایزه قرقاول طلایی (بهترین فیلم) به «پرویز» به کارگردانی مجید برزگر http://www.iffk.in/
- ۲۰۱۴ جایزه قرقاول نقره ای بهترین کارگردانی به حسین شهابی برای فیلم روز روشن[۵]